# 17. rozdanie nagród Złotych Malin
Złote Maliny przyznane za rok 1996
| Kategoria                                                               | Dla                                                          | Za                                                                    |
| ----------------------------------------------------------------------- | ------------------------------------------------------------ | --------------------------------------------------------------------- |
| Najgorszy film                                                          | Mike Lobell                                                  | Striptiz                                                              |
| Najgorszy film                                                          | Mike Richardson, Todd Moyer, Brad Wyman                      | Żyleta                                                                |
| Najgorszy film                                                          | Rosalie Swedlin                                              | Małpa na boisku                                                       |
| Najgorszy film                                                          | Edward R. Pressman                                           | Wyspa doktora Moreau                                                  |
| Najgorszy film                                                          | Leslie Belzberg                                              | Świat według głupich                                                  |
| Najgorszy aktor                                                         | Pauly Shore                                                  | Eko-jaja                                                              |
| Najgorszy aktor                                                         | Tom Arnold                                                   | Zgrywus Bajzel na kółkach Świat według głupich                        |
| Najgorszy aktor                                                         | Adam Sandler                                                 | Kuloodporni Farciarz Gilmore                                          |
| Najgorszy aktor                                                         | Keanu Reeves                                                 | Reakcja łańcuchowa                                                    |
| Najgorszy aktor                                                         | Sylvester Stallone                                           | Tunel                                                                 |
| Najgorsza aktorka                                                       | Demi Moore                                                   | Striptiz Pod presją                                                   |
| Najgorsza aktorka                                                       | Pamela Anderson                                              | Żyleta                                                                |
| Najgorsza aktorka                                                       | Whoopi Goldberg                                              | Bogus, mój przyjaciel na niby Eddie Theodore Rex                      |
| Najgorsza aktorka                                                       | Julia Roberts                                                | Mary Reilly                                                           |
| Najgorsza aktorka                                                       | Melanie Griffith                                             | Zbyt wiele                                                            |
| Najgorszy aktor drugoplanowy                                            | Marlon Brando                                                | Wyspa doktora Moreau                                                  |
| Najgorszy aktor drugoplanowy                                            | Steven Seagal                                                | Krytyczna decyzja                                                     |
| Najgorszy aktor drugoplanowy                                            | Quentin Tarantino                                            | Od zmierzchu do świtu                                                 |
| Najgorszy aktor drugoplanowy                                            | Val Kilmer                                                   | Duch i Mrok Wyspa doktora Moreau                                      |
| Najgorszy aktor drugoplanowy                                            | Burt Reynolds                                                | Striptiz                                                              |
| Najgorsza aktorka drugoplanowa                                          | Melanie Griffith                                             | Nieugięci                                                             |
| Najgorsza aktorka drugoplanowa                                          | Faye Dunaway                                                 | Komora Małpa w hotelu                                                 |
| Najgorsza aktorka drugoplanowa                                          | Teri Hatcher                                                 | Dwa dni w dolinie Więźniowie nieba                                    |
| Najgorsza aktorka drugoplanowa                                          | Jami Gertz                                                   | Striptiz                                                              |
| Najgorsza aktorka drugoplanowa                                          | Daryl Hannah                                                 | Zbyt wiele                                                            |
| Najgorszy duet aktorski                                                 | Demi Moore; Burt Reynolds                                    | Striptiz                                                              |
| Najgorszy duet aktorski                                                 | Pamela Anderson (konkretnie: robiące wrażenie uwydatnienia)  | Żyleta                                                                |
| Najgorszy duet aktorski                                                 | „Beavis”; „Butt-Head”                                        | Beavis i Butt-Head zaliczają Amerykę                                  |
| Najgorszy duet aktorski                                                 | Matt LeBlanc; Ed, mechaniczna małpa                          | Małpa na boisku                                                       |
| Najgorszy duet aktorski                                                 | Marlon Brando; ten blady karzeł                              | Wyspa doktora Moreau                                                  |
| Najgorsza reżyseria                                                     | Andrew Bergman                                               | Striptiz                                                              |
| Najgorsza reżyseria                                                     | John Frankenheimer                                           | Wyspa doktora Moreau                                                  |
| Najgorsza reżyseria                                                     | Brian Levant                                                 | Świąteczna gorączka                                                   |
| Najgorsza reżyseria                                                     | Stephen Frears                                               | Mary Reilly                                                           |
| Najgorsza reżyseria                                                     | John Landis                                                  | Świat według głupich                                                  |
| Najgorszy scenariusz                                                    | Andrew Bergman                                               | Striptiz                                                              |
| Najgorszy scenariusz                                                    | Chuck Pfarrer, Ilene Chaiken                                 | Żyleta                                                                |
| Najgorszy scenariusz                                                    | David M. Evans, Ken Richards, Janus Cercone                  | Małpa na boisku                                                       |
| Najgorszy scenariusz                                                    | Richard Stanley, Ron Hutchinson                              | Wyspa doktora Moreau                                                  |
| Najgorszy scenariusz                                                    | Brent Forrester                                              | Świat według głupich                                                  |
| Najgorszy scenariusz do filmu, który zarobił ponad 100 milionów dolarów | Michael Crichton, Anne-Marie Martin                          | Twister                                                               |
| Najgorszy scenariusz do filmu, który zarobił ponad 100 milionów dolarów | Tab Murphy, Irene Mecchi, Bob Tzudiker, Noni White           | Dzwonnik z Notre Dame                                                 |
| Najgorszy scenariusz do filmu, który zarobił ponad 100 milionów dolarów | Dean Devlin, Roland Emmerich                                 | Dzień Niepodległości                                                  |
| Najgorszy scenariusz do filmu, który zarobił ponad 100 milionów dolarów | David Koepp, Steven Zaillian, Robert Towne                   | Mission: Impossible                                                   |
| Najgorszy scenariusz do filmu, który zarobił ponad 100 milionów dolarów | Akiva Goldsman                                               | Czas zabijania                                                        |
| Najgorszy debiut aktorski                                               | Pamela Anderson                                              | Żyleta                                                                |
| Najgorszy debiut aktorski                                               | Jennifer Aniston, Lisa Kudrow, Matt LeBlanc, David Schwimmer | dla aktorów serialu „Przyjaciele” za stanie się gwiazdami filmowymi   |
| Najgorszy debiut aktorski                                               | „Beavis”, „Butt-Head”                                        | Beavis i Butt-Head zaliczają Amerykę                                  |
| Najgorszy debiut aktorski                                               | Sharon Stone                                                 | Diabolique Cena nadziei                                               |
| Najgorszy debiut aktorski                                               | Ellen DeGeneres                                              | Partner niedoskonały                                                  |
| Najgorsza piosenka                                                      | Marvin Montgomery                                            | „Pussy, Pussy, Pussy (Whose Kitty Cat Are You?)” z filmu Striptiz     |
| Najgorsza piosenka                                                      | Tommy Lee                                                    | „Welcome to Planet Boom! (a.k.a. This Boom's for You)” z filmu Żyleta |
| Najgorsza piosenka                                                      | Bruce Roberts, Sam Roman                                     | „Whenever There is Love „ z filmu Tunel                               |